# Лиско, Герман
Густав Аманд Герман Лиско (нем. Gustav Amandus Hermann Lisco; 30 января 1850, Берлин, Пруссия — 7 ноября 1923, Берлин, Веймарская республика) — немецкий юрист и государственный деятель, статс-секретарь имперского ведомства юстиции Германской империи (1909—1917).

## Биография
Родился в семье пастора берлинской Церкви Святой Марии Густава Лиско. По окончании гимназии Фридриха-Вердерше, изучал право в Берлине, Гейдельберге и Грайфсвальде.
В 1872 г. был принят на прусскую судебную службу. В 1879 г. был назначен окружным судьей в Риксдорфе, в 1883 г. — окружным судьей в Берлине, в 1888 г. — членом верховного суда в Мариенвердере, а 1889 г. — в Наумбурге. В 1903 г. ему был присвоен ранг действительного тайного советника.
В 1904—1907 гг. — директор департамента кадров министерства юстиции Пруссии. С 1907 по 1909 г. — председатель Берлинского апелляционного суда.
В 1909—1917 гг. — статс-секретарь имперского ведомства юстиции Германской империи. На этом посту не смог завершить запланированную реформу уголовного и уголовно-процессуального законодательства из-за начала Первой мировой войны. В августе 1917 г. был вынужден уйти в отставку в результате перестановок в правительстве.
Занимал много почетных должностей в протестантской церкви. С 1908 г. он был членом генерального синода Старопрусской евангелической церкви, в 1919 г. являлся членом первого Конгресса немецких евангелических церквей, а также Комитета немецкой евангелической церкви и Попечительского совета Мемориальной церкви кайзера Вильгельма. С 1922 г. до конца жизни был президентом Евангелического союза, а также был почетным доктором богословия.

## Семья
В 1877 г. он женился на Хелене Хайльлборн (1856—1924). Его сын, Эдуард Лиско, стал классическим филологом и до 1934 г. был директором средней школы.